# Assassinat d'Abbas Moussaoui
L'assassinat d'Abbas Moussaoui survient le 16 février 1992 lorsqu'Abbas Moussaoui, secrétaire général du Hezbollah (en), est assassiné lors d'une frappe aérienne israélienne contre son véhicule au sud du Liban, dans le cadre du conflit du Sud-Liban (1985-2000). Israël donne à cette opération le nom de code Opération nocturne (hébreu : מבצע שעת לילה).

## Contexte
Après la disparition de l'officier de l'armée de l'air israélienne Ron Arad, le chef de la direction du renseignement militaire israélien (Aman), Uri Sagi (en), ordonne que des plans soient élaborés pour kidnapper Moussaoui, un haut responsable du Hezbollah, afin de l'utiliser comme levier pour d'éventuels futurs accords d'échange de prisonniers. L'opération surnommée "Opération nocturne" doit être menée par les Sayeret Matkal et Shayetet 13, deux unités spéciales de Tsahal.
Les préparatifs de l'opération doivent débuter le 16 février 1992. Cependant, le jour de l'enlèvement prévu, Israël découvre que Moussaoui est entouré d'une foule nombreuse, rendant l'enlèvement impossible. En réponse, la direction du renseignement de Tsahal recommande de transformer la mission en une frappe ciblée.

## Assassinat
Après l'approbation du 24e gouvernement israélien (en), le chef de la direction du renseignement militaire israélien, Uri Sagi, et le chef d'état-major Ehud Barak, autorisent une frappe d'hélicoptère de l'armée de l'air israélienne visant un convoi dans le sud du Liban. Des hélicoptères Apache israéliens tirent des missiles sur le cortège de trois véhicules de Moussaoui dans le sud du Liban, le tuant, ainsi que sa femme, son fils de cinq ans et quatre autres personnes. Israël confirme plus tard que l'opération est un assassinat ciblé pré-planifié.

## Conséquences
Après cet assassinat, l'organisation du Jihad islamique et d'autres agents orchestrent l'attentat contre l'ambassade d'Israël à Buenos Aires en 1992, ainsi que l'attentat contre l'Amia. L'attentat contre l'ambassade cause la mort de 28 personnes, dont quatre employés du ministère israélien des Affaires étrangères et quatre femmes juives. L'attentat contre l'Amia, survenu deux ans plus tard, coûte la vie à 85 personnes. Un rapport des services de renseignement argentins conclut qu'Imad Moughniyah, le chef de l'aile militaire du Hezbollah, est un personnage clé dans la planification de l'attentat contre l'Amia, aux côtés d'autres agents du Hezbollah et de responsables iraniens.